# Cucujus cinnaberinus
Cucujus cinnaberinus este o specie de coleoptere din familia Cucujidae. Corpul este colorat în roșu, cu excepția mandibulelor, antenelor, picioarelor și marginilor laterale ale pronotului, care sunt negre. Preferă pădurile de foiase, poate fi găsit sub coaja stejarilor și arațarilor. Cucujus cinnaberinus este răspândit în Europa continentală.